# همه چی آرومه
همه چی آرومه فیلمی در ژانر طنز اجتماعی به کارگردانی مصطفی منصوریار و نویسندگی محمدرضا آریان و تهیه‌کنندگی امیر سمواتی ساخته سال ۱۳۸۹ است اما در سال ۱۳۹۱ اکران شد. این فیلم با برداشتی از فیلم آمریکایی خماری به کارگردانی تاد فیلیپس می‌باشد.

## داستان فیلم
شروین، البرز و شاهکار تصمیم می‌گیرند پیش از ازدواج دوستشان ابی که کارمند ساده بانک است، او را به یک سفر مجردی ببرند. به صورت تصادفی و با خوردن نوعی قارچ توهم‌زا این چهار دوست دچار توهم می‌شوند. آنها دو روز بعد در یک خانه نا‌آشنا، در حالی از خواب بیدار می شوند که هیچ چیز از اتفاقات دو روز گذشته به یاد نمی‌آورند...

## بازیگران
| بازیگر         | نقش        |
| -------------- | ---------- |
| مجید صالحی     | ابی        |
| علی صادقی      | شروین      |
| رضا داوودنژاد  | البرز      |
| جواد عزتی      | شاهکار     |
| سیاوش خیرابی   | کاپیتان    |
| سحر قریشی      | سوسن       |
| سمیرا ذکایی    | سوزان      |
| مجید مشیری     | بابای سوسن |
| محسن قاضی‌مرادی | پدرزن ابی  |

## پیوندبه بیرون
- همه چی آرومه در بانک اطلاعات سینمایی سوره